# Blastobasis splendens
Blastobasis splendens é uma espécie de mariposa do gênero Blastobasis pertencente à família Coleophoridae.